# Leichtathletik-Länderkampf der Männer 1960 Polen – BR Deutschland
| 6. Leichtathletik-Länderkampf mit bundesdeutscher Beteiligung 1960 | 6. Leichtathletik-Länderkampf mit bundesdeutscher Beteiligung 1960 |               |
| ------------------------------------------------------------------ | ------------------------------------------------------------------ | ------------- |
|                                                                    |                                                                    |               |
| Ländervergleich der Männer: Polen – BR Deutschland                 |                                                                    |               |
| Austragungsort                                                     | Warschau                                                           |               |
| Wettbewerbe                                                        | 20                                                                 |               |
| Datum                                                              | 1./2. Oktober 1960                                                 |               |
| 1. POL 2. GER                                                      | 121 Punkte 089 Punkte                                              |               |
| Chronik                                                            |                                                                    |               |
| ← FRG-SUI (M)                                                      | FRG-POL (F) →                                                      | FRG-POL (F) → |

Im sechsten Vergleich des Länderkampfjahres 1960, dem ersten nach den Olympischen Spielen in Rom, maßen sich die bundesdeutschen Männer wieder mit den starken Polen. Zuvor hatte es immer knappe Resultate in diesen Auseinandersetzungen gegeben. Am 1./2. Oktober trafen sich die Sportler der beiden Nationen zum sechsten Mal, diesmal in der polnischen Hauptstadt Warschau. Drei Mal hatte Deutschland gewonnen, einmal Polen und beim Länderkampf im vorletzten Jahr hatte es in Warschau ein Unentschieden gegeben, das einzige in allen deutschen Männervergleichen überhaupt. Auch die Frauen trugen an diesem Wochenende einen Länderkampf mit Polen aus, der allerdings nicht in Warschau stattfand.

## Wettbewerbe und Modus
Auf dem Programm standen die bei Länderkämpfen üblichen zwanzig Disziplinen. Aus dem olympischen Wettbewerbskatalog fehlten nur der Marathonlauf, die beiden Gehdisziplinen und der Zehnkampf. Gewertet wurde sowohl in den Einzeldisziplinen als auch in den Staffeln nach dem Standardsystem.

## Ergebnis
Die polnischen Leichtathleten waren diesmal deutlich überlegen. Im läuferischen Bereich konnten die bundesdeutschen Sportler noch gut mithalten. Sie gewannen beide Staffeln und konnten vier Laufdisziplinen bei zwei Doppelerfolgen für sich entscheiden. Dagegen standen fünf gewonnene Einzelwettbewerbe bei drei Doppelerfolgen für Polen. In den technischen Disziplinen lief es für Polen fast optimal. Außer dem Hochsprung gingen in diesem Bereich alle sieben restlichen Disziplinen an Polen. Dabei erzielten die polnischen Sportler sechs Doppelerfolge. So kam Polen mit 111 zu 89 Punkten zu einem sehr deutlichen Sieg über das bundesdeutsche Team.

## Legende
Kurze Übersicht zur Bedeutung der Symbolik – so üblicherweise auch in sonstigen Veröffentlichungen verwendet:
| DSQ | disqualifiziert |

## Resultate

### 100 m
| Platz | Athlet         | Land | Zeit (s) |
| ----- | -------------- | ---- | -------- |
| 1     | Armin Hary     | GER  | 10,5     |
| 2     | Marian Foik    | POL  | 10,7     |
| 3     | Manfred Germar | GER  | 10,8     |
| 4     | Edward Szmidt  | POL  | 10,9     |

Datum: 1. Oktober

### 200 m
| Platz | Athlet          | Land | Zeit (s) |
| ----- | --------------- | ---- | -------- |
| 1     | Marian Foik     | POL  | 20,8     |
| 2     | Manfred Germar  | GER  | 21,1     |
| 3     | Jerzy Kowalski  | POL  | 21,3     |
| 4     | Marcel Wendelin | GER  | 21,4     |

Datum: 2. Oktober

### 400 m
| Platz | Athlet          | Land | Zeit (s) |
| ----- | --------------- | ---- | -------- |
| 1     | Manfred Kinder  | GER  | 46,6     |
| 2     | Johannes Kaiser | GER  | 47,2     |
| 3     | Jerzy Kowalski  | POL  | 47,3     |
| 4     | Edward Bożek    | POL  | 48,6     |

Datum: 1. Oktober

### 800 m
| Platz | Athlet             | Land | Zeit (min) |
| ----- | ------------------ | ---- | ---------- |
| 1     | Jörg Balke         | GER  | 1:53,2     |
| 2     | Paul Schmidt       | GER  | 1:53,6     |
| 3     | Zdzisław Lipkowski | POL  | 1:54,3     |
| 4     | Witold Baran       | POL  | 1:54,3     |

Datum: 2. Oktober

### 1500 m
| Platz | Athlet             | Land | Zeit (min) |
| ----- | ------------------ | ---- | ---------- |
| 1     | Marion Jochmann    | POL  | 3:47,8     |
| 2     | Hans-Joachim Blatt | GER  | 3:48,1     |
| 3     | Jerzy Bruszkowski  | POL  | 3:48,5     |
| 4     | Adolf Schwarte     | GER  | 3:48,8     |

Datum: 1. Oktober

### 5000 m
| Platz | Athlet                | Land | Zeit (min) |
| ----- | --------------------- | ---- | ---------- |
| 1     | Zdzisław Krzyszkowiak | POL  | 13:52,6    |
| 2     | Kazimierz Zimny       | POL  | 13:52,6    |
| 3     | Ludwig Müller         | GER  | 13:53,6    |
| 4     | Herbert Missalla      | GER  | 15:02,8    |

Datum: 1. Oktober

### 10.000 m
| Platz | Athlet            | Land | Zeit (min) |
| ----- | ----------------- | ---- | ---------- |
| 1     | Kazimierz Zimny   | POL  | 30:11,0    |
| 2     | Stanisław Ożóg    | POL  | 30:11,0    |
| 3     | Roland Watschke   | GER  | 30:24,6    |
| 4     | Karl-Heinz Paetow | GER  | 30:46,4    |

Datum: 2. Oktober

### 110 m Hürden
| Platz | Athlet              | Land | Zeit (s) |
| ----- | ------------------- | ---- | -------- |
| 1     | Roman Muzyk         | POL  | 14,6     |
| 2     | Karl-Ernst Schottes | GER  | 14,8     |
| 3     | Klaus Willimczik    | GER  | 15,0     |
| 4     | Edward Bugała       | POL  | 15,0     |

Datum: 1. Oktober

### 400 m Hürden
| Platz | Athlet             | Land | Zeit (s) |
| ----- | ------------------ | ---- | -------- |
| 1     | Wiesław Król       | POL  | 51,5     |
| 2     | Helmut Janz        | GER  | 51,6     |
| 3     | Zdzisław Kumiszcze | POL  | 53,4     |
| 4     | Albert Grawitz     | GER  | 53,7     |

Datum: 2. Oktober

### 3000 m Hindernis
| Platz | Athlet                | Land | Zeit (min) |
| ----- | --------------------- | ---- | ---------- |
| 1     | Zdzisław Krzyszkowiak | POL  | 8:35,0     |
| 2     | Jerzy Chromik         | POL  | 8:35,2     |
| 3     | Ludwig Müller         | GER  | 8:44,0     |
| 4     | Wilhelm-Rüdiger Böhme | GER  | 9:12,2     |

Datum: 2. Oktober

### 4 × 100 m Staffel
| Platz | Besetzung      | Land                                                            | Zeit (s)                |
| ----- | -------------- | --------------------------------------------------------------- | ----------------------- |
| 1     | BR Deutschland | Bernd Cullmann Armin Hary Walter Mahlendorf Manfred Germar      | 40,8                    |
| DSQ   | Polen          | Andrzej Zieliński Marian Foik Janusz Jarzembowski Edward Szmidt | Wechsel- Überschreitung |

Datum: 1. Oktober

### 4 × 400 m Staffel
| Platz | Besetzung      | Land                                                          | Zeit (min) |
| ----- | -------------- | ------------------------------------------------------------- | ---------- |
| 1     | BR Deutschland | Peter Adam Karl-Friedrich Haas Johannes Kaiser Manfred Kinder | 3:10,2     |
| 2     | Polen          | Bienas Bogusław Gierajewski Edward Bożek Jerzy Kowalski       | 3:14,6     |

Datum: 2. Oktober

### Hochsprung
| Platz | Athlet              | Land | Höhe (m) |
| ----- | ------------------- | ---- | -------- |
| 1     | Theo Püll           | GER  | 2,03     |
| 2     | Piotr Sobota        | POL  | 2,03     |
| 3     | Peter Riebensahm    | GER  | 2,01     |
| 4     | Bolesław Mroczyński | POL  | 1,98     |

Datum: 2. Oktober

### Stabhochsprung
| Platz | Athlet             | Land | Höhe (m) |
| ----- | ------------------ | ---- | -------- |
| 1     | Janusz Gronowski   | POL  | 4,40     |
| 2     | Andrzej Krzesiński | POL  | 4,40     |
| 3     | Dieter Möhring     | GER  | 4,20     |
| 4     | Klaus Lehnertz     | GER  | 4,20     |

Datum: 1. Oktober

### Weitsprung
| Platz | Athlet                 | Land | Weite (m) |
| ----- | ---------------------- | ---- | --------- |
| 1     | Kazimierz Kropidłowski | POL  | 7,44      |
| 2     | Edward Ludwiczak       | POL  | 7,16      |
| 3     | Gottfried Deckstein    | GER  | 7,12      |
| 4     | Gerhard Deyerling      | GER  | 4,19      |

Datum: 1. Oktober

### Dreisprung
| Platz | Athlet              | Land | Weite (m) |
| ----- | ------------------- | ---- | --------- |
| 1     | Józef Szmidt        | POL  | 16,38     |
| 2     | Ryszard Malcherczyk | POL  | 15,91     |
| 3     | Jörg Wischmeier     | GER  | 15,02     |
| 4     | Norbert Weiser      | GER  | 14,63     |

Datum: 2. Oktober

### Kugelstoßen
| Platz | Athlet                | Land | Weite (m) |
| ----- | --------------------- | ---- | --------- |
| 1     | Alfred Sosgórnik      | POL  | 18,21     |
| 2     | Eugeniusz Kwiatkowski | POL  | 17,61     |
| 3     | Hermann Lingnau       | GER  | 17,35     |
| 4     | Karl-Heinz Wegmann    | GER  | 16,67     |

Datum: 1. Oktober

### Diskuswurf
| Platz | Athlet            | Land | Weite (m) |
| ----- | ----------------- | ---- | --------- |
| 1     | Edmund Piątkowski | POL  | 55,64     |
| 2     | Zenon Begier      | POL  | 54,49     |
| 3     | Josef Klik        | GER  | 51,89     |
| 4     | Rudi Schwarz      | GER  | 47,28     |

Datum: 2. Oktober

### Hammerwurf
| Platz | Athlet           | Land | Weite (m) |
| ----- | ---------------- | ---- | --------- |
| 1     | Tadeusz Rut      | POL  | 64,22     |
| 2     | Olgierd Ciepły   | POL  | 62,47     |
| 3     | Hans Fahsl       | GER  | 61,34     |
| 4     | Siegfried Lorenz | GER  | 61,25     |

Datum: 1. Oktober

### Speerwurf
| Platz | Athlet                 | Land | Weite (m) |
| ----- | ---------------------- | ---- | --------- |
| 1     | Janusz Sidło           | POL  | 80,44     |
| 2     | Hermann Salomon        | GER  | 74,58     |
| 3     | Hermann Rieder         | GER  | 74,49     |
| 4     | Zbigniew Radziwonowicz | POL  | 74,14     |

Datum: 2. Oktober